# بريان بيلمان
بريان بيلمان (بالإنجليزية: Brian Pillman)‏ هو مصارع محترف أمريكي، ولد في 22 مايو 1962 في سينسيناتي في الولايات المتحدة. وتوفي في 5 أكتوبر 1997 في بلومنغتون في الولايات المتحدة.

## وصلات خارجية
- بريان بيلمان على موقع مرجع كرة القدم المحترفة.كوم (الإنجليزية)
- بريان بيلمان على موقع دبليو دبليو إي (الإنجليزية)
- بريان بيلمان على موقع CageMatch worker (الإنجليزية)
- بريان بيلمان على موقع قاعدة بيانات المصارعة على الإنترنت (الإنجليزية)
- بريان بيلمان على موقع عالم المصارعة على الإنترنت (الإنجليزية)
- بريان بيلمان على موقع IMDb (الإنجليزية)
- بريان بيلمان على موقع قاعدة بيانات الفيلم (الإنجليزية)